# Lohja
Lohja (Zweeds: Lojo) is een gemeente en stad in het Finse landschap Uusimaa. De gemeente heeft een landoppervlakte van 939,44 km² en telt 45.811 inwoners (2022). Lohja is een tweetalige gemeente met Fins als meerderheidstaal (± 95%) en Zweeds als minderheidstaal.
De eerste vermelding van Lohja dateert uit 1323. In 1926 kreeg het de status van marktvlek (kauppala) en in 1969 die van stad. De laatste jaren is het grondgebied achtereenvolgens uitgebreid met dat van de landgemeente Lohja (1997), Sammatti (2009), Karjalohja en Nummi-Pusula (beide 2013).
In Lohja bevindt zich een van de grootste en belangrijkste van de 73 middeleeuwse stenen kerken van Finland. De Sint-Laurentiuskerk dateert uit het eind van de 15e eeuw en is vanbinnen rijk aan muurschilderingen.

## Partnersteden
Lohja onderhoudt een stedenband met Växjö (Zweden), Ringerike (Noorwegen), Skagaströnd (IJsland) en Sjtsjolkovo (Rusland).

## Geboren
- Laura Mononen (5 oktober 1984), langlaufster

Askola · Espoo · Hanko · Helsinki · Hyvinkää · Ingå · Järvenpää · Karkkila · Kauniainen · Kerava · Kirkkonummi · Lapinjärvi · Lohja · Loviisa · Myrskylä · Mäntsälä · Nurmijärvi · Pornainen · Porvoo · Pukkila · Raseborg · Sipoo · Siuntio · Tuusula · Vantaa · Vihti
Voormalige gemeenten:
Bromarv · Degerby · Ekenäs · Ekenäs landskommun · Haaka · Huopalahti · Hyvinkään maalaiskunta · Karis · Karjalohja · Kulosaari · Liljendal · Lohjan kunta · Nummi · Nummi-Pusula · Oulunkylä · Pernå · Ruotsinpyhtää · Sammatti · Snappertuna · Tenala